# ان‌جی‌سی ۷۳۰۳
ان‌جی‌سی ۷۳۰۳ (انگلیسی: NGC 7303) یک کهکشان مارپیچی میله‌ای در حدود ۱۷۰ میلیون سال نوری از زمین در صورت فلکی اسب بزرگ قرار دارد. کهکشان NGC 7303 توسط اخترشناس جان هرشل در ۱۵ سپتامبر ۱۸۲۸ کشف شد.